# Albert George Wilson
Albert George Wilson, ameriški astronom, * 28. julij 1918, Houston, Teksas, ZDA, † 27. avgust 2012, Sebastopol, Kalifornija, ZDA.

## Delo
Wilson je doktoriral iz matematike na Kalifornijskem tehnološkem inštitutu (Caltech) v letu 1947. Leta 1949 se je zaposlil na Observatoriju Mount Palomar, kjer je vodil program Palomar Sky Survey, ki je imel namen pregleda neba (financirala ga je znanstvena inštitucija National Geographic Society). V letu 1953 je postal predstojnik Observatorija Lowell. Leta 1962 je postal izdajatelj astronomske revije Icarus.
Odkril je več asteroidov in je bil soodkritelj periodičnega kometa 107P/Wilson-Harrington.
Po njem in Robertu Georgeu Harringtonu, odkriteljema kometa 107P/Wilson-Harrington [MPC 22246] se imenuje asteroid 4015 Wilson-Harrington, komet, ki ima tudi značilnosti asteroida.